# Until They Sail
 Until They Sail és una pel·lícula estatunidenca dirigida per Robert Wise i estrenada el 1957. Tracta de quatre joves neozelandesos que viuen amors de guerra durant el conflicte en el Pacífic.

## Argument
La pel·lícula comença als jutjats de Wellington, on un testimoni incita Barbara Leslie (Jean Simmons) a recordar els esdeveniments que l'han portada al judici. Ella i les seves germanes Anne (Joan Fontaine), Evelyn (Sandra Dee) i Delia (Piper Laurie) viuen en Christchurch, on la majoria dels homes, incloent el seu germà Kit i Mark, el nou marit de Barbara, s'estan preparant per anar a servir a la Segona Guerra Mundial. Delia anuncia el seu compromís amb Phil Friskett (Wally Cassell), conegut com a "Shiner", que és un dels pocs solters que queden a la ciutat, però el rumor de la mort de Kit refreda la celebració. La repressora i moralista germana soltera Anne desaprova el casament, però Barbara defensa la decisió de Delia.

## Repartiment
- Jean Simmons: Barbara Leslie Forbes
- Joan Fontaine: Anne Leslie
- Paul Newman: El capità Jack Harding
- Piper Laurie: Delia Leslie Friskett
- Charles Drake: El capità Richard Bates
- Sandra Dee: Evelyn Leslie
- Wally Cassell: Phil « Shiner » Friskett
- Alan Napier: El procurador
- Ralph Votrian: Max Murphy
- John Wilder: Tommy
- Tige Andrews: Marine
- Mickey Shaughnessy: Marine
- Patrick Macnee: El soldat Duff

## Producció
Robert Wise i Mark Robson havien adquirit originalment els drets per la història de Michener quan eren a la RKO. Els problemes de càsting els van forçar a retardar el rodatge quan els drets van anar a Hecht-Hill-Lancaster Productions que estaven a punt de contractar Burt Lancaster. Quan l'empresa va fer The Kentuckian en comptes d'això, MGM va adquirir els drets, primer pretenent el seu avantatge de contracte amb Glenn Ford. Robert Wise llavors va recomprar la pel·lícula a través de MGM en la seva última pel·lícula del seu contracte amb l'estudi.